# Sinuiju
Sinŭiju (Hán Việt: Tân Nghĩa Châu) là một thành phố thuộc Cộng hòa Dân chủ Nhân dân Triều Tiên, ngay bên bờ nam sông Áp Lục. Phía bắc sông là thành phố Đan Đông, thuộc Trung Quốc. Sinuiju cũng là lỵ sở tỉnh P'yŏngan Bắc. Về mặt hành chính, Sinuiju được xếp vào hạng đặc biệt (Đặc khu hành chính Tân Nghĩa Châu) kể từ năm 2002 làm thí điểm kinh tế thị trường cho Triều Tiên.

## Lịch sử
Sinuiju trở thành một thị trấn quan trọng từ thời Nhật Bản chiếm đóng Triều Tiên (1910-1945) với vị trí thuận lợi trên tuyến đường sắt ngay bên bờ sông Áp Lục giáp giới với Trung Hoa. Nguyên thủy thị trấn chính là Ŭiju (Nghĩa Châu) nhưng vì địa hình chật hẹp nên nhà chức trách Nhật Bản lập ra Sinuiju cách Uiju cũ 11 km về phía đông. Sinuiju nắm vai trò then chốt ngoại thương và lâm nghiệp khai thác gỗ thả xuôi sông Áp Lục về. Khi đập thủy điện Sup'ung ở thượng nguồn Áp Lục hoàn thành để cung cấp điện lực thì nền móng công nghệ hóa chất của Sinuiju phát triển nhanh chóng.
Trong Chiến tranh Triều Tiên, Sinuiju bị oanh kích nên hứng chịu nhiều thiệt hại, sau được tái thiết.

## Kinh tế
Sinuiju là một trung tâm công nghiệp nhẹ tại Triều Tiên, thành phố có một nhà máy đồ bếp cũng như nhà máy dệt may, nhà máy giấy và một xí nghiệp trồng rừng. Hầu hết các họa động thương mại giữa Trung Quốc và Triều Tiên đều thông qua Sinuiju. Cảng tây nam của thành phố là một xưởng đóng tàu, mặc dù chức năng chính của xưởng đóng tàu này có vẻ như là tháo dỡ tàu để lấy phế liệu hơn là đóng tàu mới.

## Giao thông

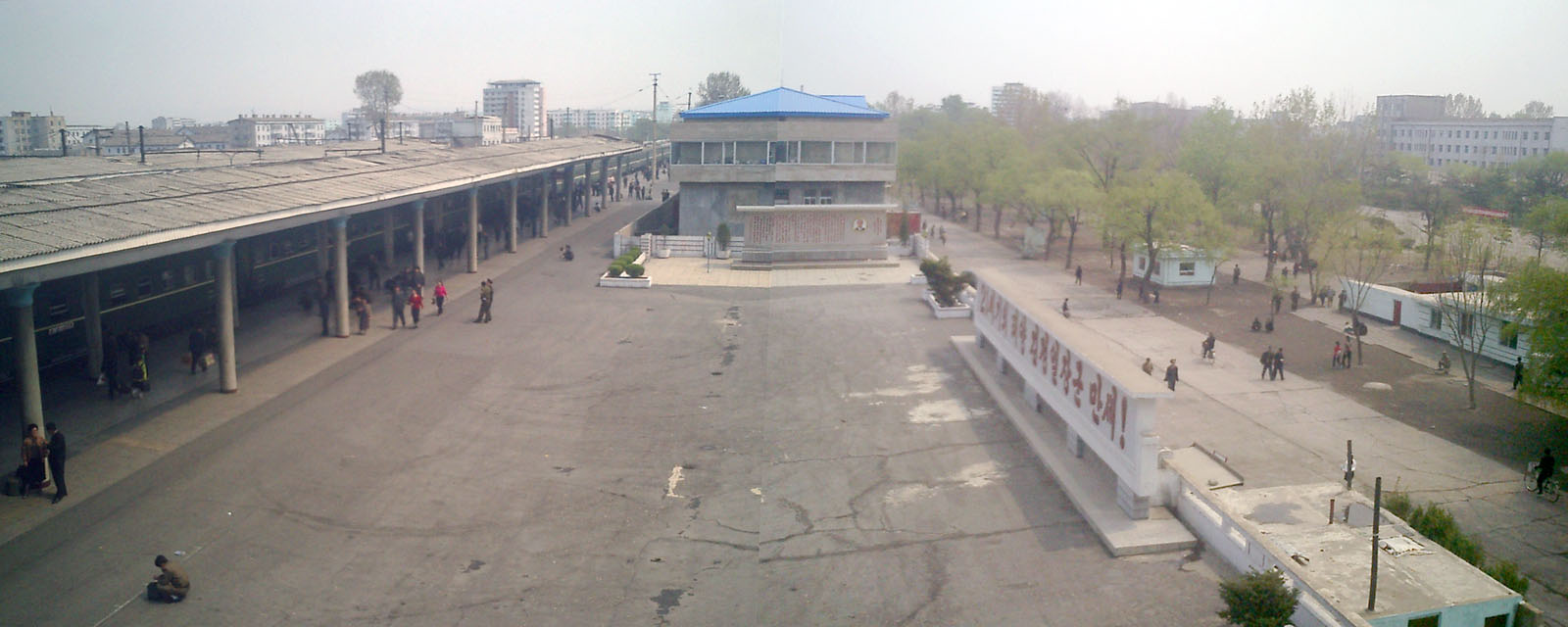
Ga tàu hỏa Sinuiju

Tân Nghĩa Châu có thể kết nối với Bình Nhưỡng bằng đường hàng không với một đường băng dài 1.2 km, hay bằng tàu điện hặc đường bộ. Thành phố cũng có thể kết nối với thành phố Đan Đông của Trung Quốc cầu trên sông Áp Lục dài 944 mét, và qua đường sắt Mãn Châu kết nối với đường sắt xuyên Siberia.

## Hành chính
Sinuiju là trung tâm của Đặc khu hành chính Sinuiju. Thành phố được chia thành 24 Dong (동, 洞), và 4 thôn (Ri: 리, 里).
| Tên             | Chosŏn'gŭl | Hancha | Hán Việt        |
| --------------- | ---------- | ------ | --------------- |
| Apkang-dong     | 압강동     | 鴨江洞 | Áp Giang động   |
| Ch'aeha-dong    | 채하동     | 彩霞洞 | Thái Hà động    |
| Ch'ŏngsong-dong | 청송동     | 靑松洞 | Thanh Tùng động |
| Haebang-dong    | 해방동     | 解放洞 | Giải Phóng động |
| Kaehyŏk-tong    | 개혁동     | 改革洞 | Cải cách động   |
| Kŭnhwa-dong     | 근화동     | 芹花洞 | Cần Hoa động    |
| Kwanmun-dong    | 관문동     | 關門洞 | Quan Môn động   |
| Namha-dong      | 남하동     | 南下洞 | Nam Hạ động     |
| Namjung-dong    | 남중동     | 南中洞 | Nam Trung động  |
| Namsang-dong    | 남상동     | 南上洞 | Nam Thượng động |
| Namsŏ-dong      | 남서동     | 南西洞 | Nam Tây động    |
| Namsong-dong    | 남송동     | 南松洞 | Nam Tùng động   |
| Oil-dong        | 오일동     | 五一洞 | Ngũ Nhất động   |
| Paeksa-dong     | 백사동     | 白沙洞 | Bạch Sa động    |
| Paekun-dong     | 백운동     | 白雲洞 | Bạch Vân động   |
| Ponbun-dong     | 본부동     | 本部洞 | Bản Bộ động     |
| Sinnam-dong     | 신남동     | 新南洞 | Tân Nam động    |
| Sinwŏn-dong     | 신원동     | 新元洞 | Tân Nguyên động |
| Yŏkjŏn-dong     | 역전동     | 驛前洞 | Dịch Tiền động  |
| Hadan-ri        | 하단리     | 下端里 | Hạ Đoan lý      |
| Sangdan-ri      | 상단리     | 上端里 | Thượng Đoan lý  |
| Taji-ri         | 다지리     | 多智里 | Đa Trí lý       |
| Sŏngsŏ-ri       | 성서리     | 城西里 | Thành Tây lý    |